# Les fleurs du mal (Loksjin)

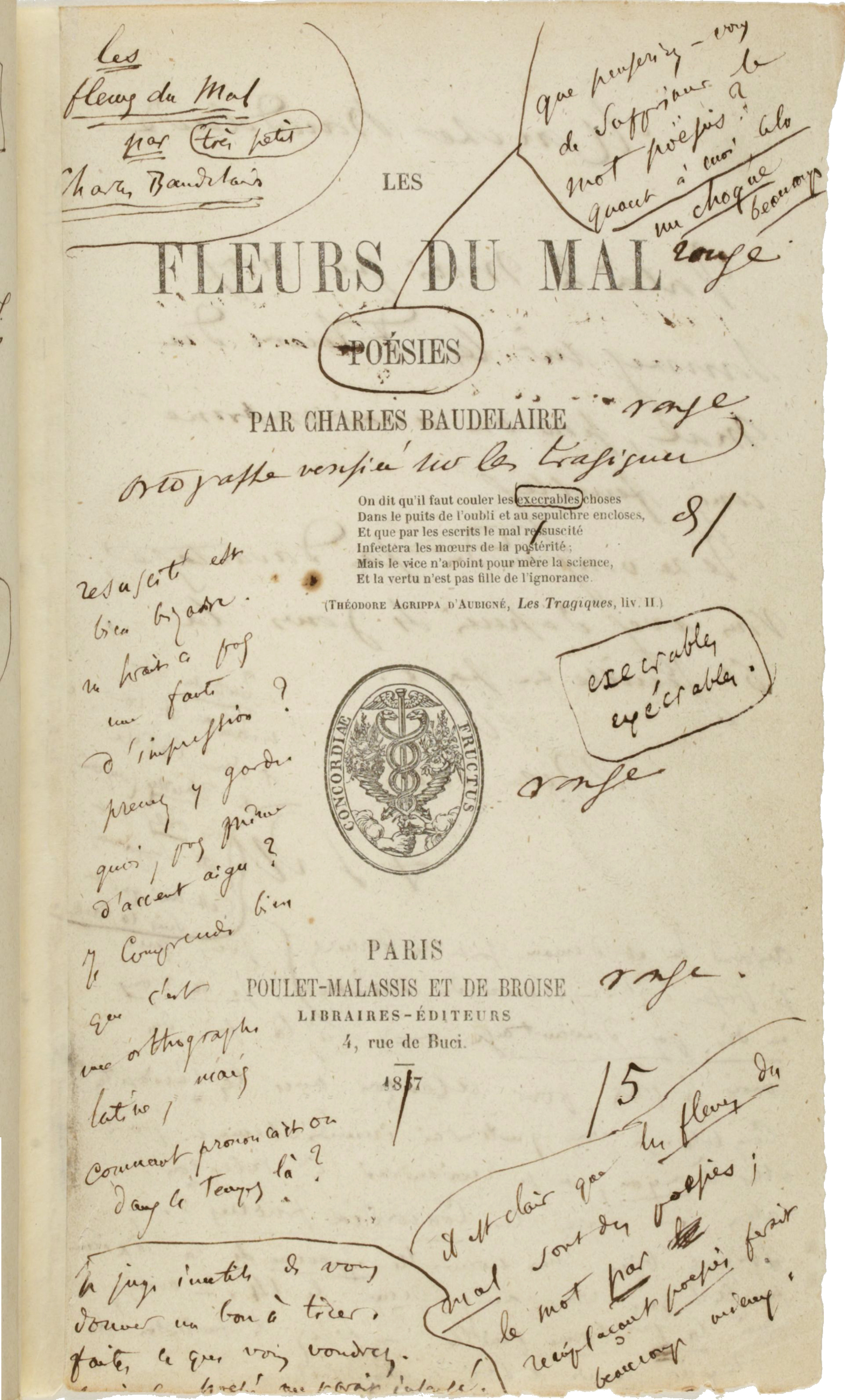
Voorblad met notities van Baudelaire

Les fleurs du mal (Nederlands: De bloemen van het kwaad) is een compositie van Aleksandr Loksjin. Het staat bekend als het vroegste werk van de componist.
Loksjin schreef deze liederbundel als afstudeerproject aan het Conservatorium van Moskou. Zijn docent Nikolaj Mjaskovski, die hem sinds 1937 onder zijn hoede had, vond Loksjin een van zijn betere leerlingen. Loksjin koos voor zijn werk drie gedichten van Charles Baudelaire en wel uit de bundel Les Fleurs du mal. Het werk kreeg in 1939 slechts een uitvoering, vermoedelijk aan het conservatorium. De Sovjet-autoriteiten vonden het decadent dat een Russisch componist gebruik maakte van verderfelijke teksten uit Frankrijk en vond de muziek ook veel te modern. Het was de tijd, dat in Rusland al te moderne muziek in de ban was gedaan, de muziek moest geschikt zijn voor het volk. Het grote voorbeeld (vanuit de regering dan) was het neersabelen van de opera Lady Macbeth uit het district Mtsensk van Dmitri Sjostakovitsj (Chaos in plaats van muziek). Loksjin werd vanuit Moskou naar Novosibirsk, Siberië gezonden (Loksjin is geboren in Biejsk), ver van het artistieke leven en kans op ontmoetingen met andere kunstenaars. Wellicht was het zijn leraar, die hem weer terug wist te krijgen naar Moskou, hij deed pas in 1944 staatsexamen en mocht vanaf 1945 lesgeven.
De drie getoonzette gedichten zijn:
- A une passante (omschrijving van een passante in een drukken Parijse straat)
- Perfum exotique (beschrijving van een warme herfstavond)
- Tristesses de la lune (erotische uitstraling en droefheden van de maan)

De toonzettingen vonden plaats in de stijl van Gustav Mahler en Aleksandr Skrjabin.